# Hustias
Hustias es una pequeña aldea perteneciente a Umbrías, Provincia de Ávila, Castilla y León, España.
Este municipio está a 1.5 kilómetros de Umbrías, municipio al que pertenece y está a 1100 metros de altitud. Está casi deshabitado en invierno (solo viven 2 o 3 personas), y en época estival la población asciende a una veintena. Están censadas 5 personas (Año 2010), de los cuales eran 1 varón y 4 mujeres. La tabla siguiente muestra la población de Hustias desde el año 2000:
| Gráfica de evolución demográfica de Hustias entre 2000 y 2023                            |
|                                                                                          |
| Fuente: Instituto Nacional de Estadística de España - Elaboración gráfica por Wikipedia. |

- Datos: Q16466516